# Élections législatives srilankaises de 1977
Les élections législatives srilankaises de 1977 ont été le tournant d'une nouvelle période de l'histoire du Sri Lanka. 
En 1972, le pays est devenu une république, mais la transition a été rude. Le parti Sri Lanka Freedom Party a été entièrement tenu responsable et a été boudée à ces nouvelles élections. Sa 3e position aux élections fut un choc dans tout le pays, car le parti séparatiste tamoul Tamil United Liberation Front devient le parti de l'opposition, propre aux systèmes politiques de Westminster des pays du Commonwealth.
Deux semaines après ces élections, la haine des cingalais face à ce résultat a mené à un massacre anti-tamoul à l'échelle nationale, qui mènera inéluctablement vers la Guerre civile du Sri Lanka, et qui sera le déclencheur de la première vague massive de réfugié politique tamoul dans le monde.

## Contexte
Le Premier ministre Sirimavo Bandaranaike est devenu extraordinairement impopulaire. Ses politiques économiques avaient conduit à la croissance industrielle et à un certain niveau d'autosuffisance, mais elles étaient insuffisantes pour surmonter le chômage. Sur le plan constitutionnel, elle avait profité de la constitution de 1972 pour retarder les élections jusqu'en 1977, au lieu de 1975, comme cela aurait été le cas sous l'ancienne constitution de Soulbury. La forte position nationaliste cingalaise du gouvernement avait provoqué des troubles dans le nord tamoul. En réponse, un état d'urgence à l'échelle de l'île a été imposé, causant des difficultés à de nombreuses personnes. La coalition que Bandaranaike avait construit pour les élections de 1970 s'est désintégré.
En revanche, le United National Party fait un retour étonnant depuis son humiliation de 1970. Sous la direction de Junius Richard Jayewardene, il avait assidûment construit son organisation. L'UNP a promis de résoudre le problème ethnique en jouant sur le nationalisme cingalais. Sur le plan économique, il proposait de rouvrir l'économie sri-lankaise. Du point de vue constitutionnel, l'UNP a appelé à remplacer le système politique basé à Westminster par un système fondé sur le modèle français. Plus important encore, il a promis une ration supplémentaire gratuite de huit livres de céréales, en plus de la ration existante de deux kilogrammes de riz.
En ce qui concerne les partis tamouls, tous les anciens partis fédéralistes tamouls avaient fusionné pour former le Tamil United Liberation Front, dirigé par Appapillai Amirthalingam, qui avait dépassé l'autonomie régionale pour appeler ouvertement à l'indépendance des régions de langue tamoule du pays.

## Système électoral
Comme le Sri Lanka était une ancienne colonie britannique, et un ancien dominion du Commonwealth, le pays pratique le système de Westminster, couplé avec du bipartisme. Il y a donc un parti politique vainqueur, dont le chef deviendra le nouveau Premier ministre, et un chef de l'opposition. Depuis 1947, les politiciens du Sri Lanka savaient qu'il est impossible pour un simple parti politique d'obtenir la majorité parlementaire, par contre, cette élection de 1977 mettra au grand jour que des alliances de parti peuvent mener au porte du pouvoir. Depuis 1977, les 2 partis politiques majeurs du pays n'utiliseront plus que des alliances.
Ces alliances changent régulièrement à chaque élection, mais ce sont les 2 même partis politiques cingalais qui se partagent le pouvoir depuis 1977 :
- La gauche socialiste représentée par l'United People's Freedom Alliance, dont l'ancien nom était la People's Alliance.
- La droite conservatrice représentée par l'United National Front for Good Governance, dont les anciens noms étaient l'United National Front, et l'United National Party.

## Résultats
L'UNP a gagné le plus de chaises possible de l'histoire du Sri Lanka, en raison du système de scrutin majoritaire uninominal à un tour. Pour la première fois, un parti politique tamoul arrive en deuxième position en nombre de chaise au Parlement, et devient le leader de l'opposition.
Les élections législatives de 1977 étaient les seules jamais tenues sous la constitution de 1972.
Résumé du résultats des élections législatives de 1977
| Parti politique       | Parti politique               | Députés présentés     | Votes     | %       | Chaises |
| --------------------- | ----------------------------- | --------------------- | --------- | ------- | ------- |
|                       | United National Party         | 154                   | 3 179221  | 50,92%  | 140     |
|                       | Tamil United Liberation Front | 23                    | 421488    | 6,75%   | 18      |
|                       | Sri Lanka Freedom Party       | 147                   | 1 855331  | 29,72%  | 8       |
|                       | Ceylon Workers' Congress      | 2                     | 62707     | 1,00%   | 1       |
|                       | Lanka Sama Samaja Party       | 82                    | 225317    | 3,61%   | 0       |
|                       | Parti communiste du Sri Lanka | 25                    | 123856    | 1,98%   | 0       |
|                       | Mahajana Eksath Peramuna      | 27                    | 22639     | 0,36%   | 0       |
|                       | Autres                        | 295                   | 353,014   | 5.65%   | 1       |
| Votes valides         | Votes valides                 | 755                   | 6 243573  | 100.00% | 168     |
| Électeurs enregistrés | Électeurs enregistrés         | Électeurs enregistrés | 6,667,589 |         |         |